# Condado de Jerauld
El condado de Jerauld (en inglés: Jerauld County, South Dakota), fundado en 1883, es uno de los 66 condados en el estado estadounidense de Dakota del Sur. En el 2000 el condado tenía una población de  2295 habitantes en una densidad poblacional de  personas por 1 km². La sede del condado es Wessington Springs.

## Geografía
Según la Oficina del Censo, el condado tiene un área total de 1380 km² (532,8 mi²), de la cual 1372 km² (529,7 mi²) es tierra y 7 km² (2,7 mi²) es agua.

### Condados adyacentes
- Condado de Beadle - noreste
- Condado de Sanborn - este
- Condado de Aurora - sur
- Condado de Brule - suroeste
- Condado de Buffalo - oeste
- Condado de Hand - noroeste

## Demografía
En el 2000 la renta per cápita promedia del condado era de $30 690, y el ingreso promedio para una familia era de $36 076. El ingreso per cápita para el condado era de $16 856. En 2000 los hombres tenían un ingreso per cápita de $24 583 versus $17 500 para las mujeres. Alrededor del 26.60% de la población estaba bajo el umbral de pobreza nacional.
| 1900 | 1910 | 1920 | 1930 | 1940 | 1950 | 1960 | 1970 | 1980 | 1990 | 2000 | Est. 2008 |
| ---- | ---- | ---- | ---- | ---- | ---- | ---- | ---- | ---- | ---- | ---- | --------- |
| 2798 | 5120 | 6338 | 5816 | 4752 | 4476 | 4048 | 3310 | 2929 | 2425 | 2295 | 1982      |

## Ciudades y pueblos
- Alpena
- Lane
- Wessington Springs

## Mayores autopistas
- Carretera de U.S.281
- Carretera Dakota del Sur 34
- Carretera Dakota del Sur 224